# Kalmandi
Kalmandi (veraltet Calmand; rumänisch Cămin, ungarisch Kálmánd) ist eine Gemeinde im Kreis Satu Mare im Nordwesten Rumäniens.

## Geschichte
Der Ort Cămin wurde erstmals 1335 urkundlich erwähnt und ist auch unter der deutschen Bezeichnung Kalmanding (in Schwobaländle) bekannt.
Cămin ist 2002 aus der Gemeinde Căpleni als eigenständige Gemeinde hervorgegangen.

## Lage
Kalmandi befindet sich etwa vier Kilometer nördlich von Carei (Großkarol) und unmittelbar südlich von Lucăceni. Die Grenze zu Ungarn ist etwa vier Kilometer entfernt.
|           | Lucăceni                                    |                  |
| Schönthal | Kompassrose, die auf Nachbargemeinden zeigt |                  |
| Fienen    | Carei (Großkarol)                           | Căpleni (Kaplau) |

## Bevölkerung
Die Bevölkerungsanzahl stieg von 1376 (2002) auf 1388 (2011). Die Volkszählung 2011 ergab folgende ethnische Zusammensetzung der Bevölkerung: 63,62 % waren Ungarn, 22,62 % Deutsche, 7,28 % Roma, 4,97 % Rumänen, 0,1 % Sonstige.

## Politik
Der Lokalrat in Kalmandi besteht aus 9 Räten und setzt sich zurzeit aus fünf Mitgliedern des Demokratischen Forums der Deutschen in Rumänien, drei Mitgliedern der Demokratischen Union der Ungarn in Rumänien und einem Mitglied der Nationalliberalen Partei (PNL) zusammen.

## Verkehr
Der Haltepunkt Cămin befindet sich an der nach Ungarn führenden Bahnstrecke Carei–Záhony, wird jedoch nicht mehr bedient. Der nächste Bahnhof befindet sich in Carei. Der Grenzübergang nach Ungarn zwischen den Gemeinden Urziceni und Vállaj an der Drum național 1F ist acht Kilometer entfernt.

## Sehenswürdigkeiten
- Sankt-Anna-Kirche (römisch-katholisch)

## Persönlichkeiten
- János Scheffler (1887–1952), römisch-katholischer Bischof von Satu Mare und Oradea Mare.